# Santa Chiara (Iglesias)
Santa Chiara è uno dei quattro quartieri che compongono il centro storico di  Iglesias, di origine medievale. Il fulcro del quartiere è piazza Municipio, dove sono situati la cattedrale di Santa Chiara, il vecchio municipio ed il palazzo vescovile. Altri luoghi simbolo del quartiere sono il teatro Electra, che fu anche il primo cinematografo della città, la chiesa della Purissima, il museo diocesano e la chiesa con annessi chiostro e convento di San Francesco, oltre che le imponenti ex-scuole elementari "Maschili".
| Controllo di autorità | VIAF (EN) 233922229 |